# Asellia tridens
Asellia tridens là một loài động vật có vú trong họ Dơi nếp mũi, bộ Dơi. Loài này được E. Geoffroy mô tả năm 1813.